# Liste der Bodendenkmäler in Egweil
Auf dieser Seite sind die Bodendenkmäler in der oberbayerischen Gemeinde Egweil zusammengestellt. Diese Tabelle ist eine Teilliste der Liste der Bodendenkmäler in Bayern. Grundlage ist die Bayerische Denkmalliste, die auf Basis des Bayerischen Denkmalschutzgesetzes vom 1. Oktober 1973 erstmals erstellt wurde und seither durch das Bayerische Landesamt für Denkmalpflege geführt wird. Die folgenden Angaben ersetzen nicht die rechtsverbindliche Auskunft der Denkmalschutzbehörde.

## Bodendenkmäler in Egweil
| Lage                             | Objekt | Akten-Nr.     | Bild |
| -------------------------------- | --- | ------------- | ---- |
| Egweil (Standort)                | Siedlung des Neolithikums, darunter der Linearbandkeramik, der Bronzezeit und der römischen Kaiserzeit.                                               | D-1-7233-0078 |      |
| Egweil (Standort)                | Freilandstation des Paläolithikums, Siedlung des Neolithikums und der Urnenfelderzeit.                                                                | D-1-7233-0109 |      |
| Nassenfels (Standort)            | Siedlung vor- und frühgeschichtlicher Zeitstellung.                                                                                                   | D-1-7233-0131 |      |
| Egweil (Standort)                | Siedlung des frühen Mittelalters sowie mittelalterliche und frühneuzeitliche Befunde im Bereich der Kath. Pfarrkirche St. Martin und des Pfarrhauses. | D-1-7233-0187 |      |
| Egweil (Standort)                | Straße der römischen Kaiserzeit. | D-1-7233-0190 |      |
| Egweil (Standort)                | Siedlung vorgeschichtlicher Zeitstellung. | D-1-7233-0192 |      |
| Egweil (Standort)                | Verhüttungsplatz vorgeschichtlicher Zeitstellung. | D-1-7233-0193 |      |
| Egweil (Standort)                | Siedlung des Neolithikums und römischer oder mittelalterlicher Zeitstellung.                                                                          | D-1-7233-0195 |      |
| Egweil (Standort)                | Grabenwerk vor- und frühgeschichtlicher Zeitstellung.                                                                                                 | D-1-7233-0197 |      |
| Egweil (Standort)                | Siedlung vor- und frühgeschichtlicher Zeitstellung.                                                                                                   | D-1-7233-0198 |      |
| Egweil (Standort)                | Grabenwerk und Siedlung vor- und frühgeschichtlicher Zeitstellung.                                                                                    | D-1-7233-0199 |      |
| Egweil (Standort)                | Siedlung vor- und frühgeschichtlicher Zeitstellung.                                                                                                   | D-1-7233-0200 |      |
| Egweil (Standort)                | Siedlung vor- und frühgeschichtlicher Zeitstellung.                                                                                                   | D-1-7233-0206 |      |
| Egweil (Standort)                | Viereckschanze der späten Latènezeit, Siedlung der Bronzezeit und der römischen Kaiserzeit.                                                           | D-1-7233-0207 |      |
| Egweil (Standort)                | Siedlung vor- und frühgeschichtlicher Zeitstellung.                                                                                                   | D-1-7233-0208 |      |
| Egweil (Standort)                | Siedlung der Latènezeit und des Mittelalters. | D-1-7233-0210 |      |
| Bergheim (Oberbayern) (Standort) | Freilandstation des Mesolithikums, Siedlung des Jungneolithikums.                                                                                     | D-1-7233-0437 |      |
| Bergheim (Oberbayern) (Standort) | Bestattungsplatz des Endneolithikums, Siedlung vorgeschichtlicher Zeitstellung und der römischen Kaiserzeit (villa rustica).                          | D-1-7233-0451 |      |
| Egweil (Standort)                | Siedlung der späten Bronze- und Hallstattzeit. | D-1-7233-0535 |      |
| Egweil (Standort)                | Mittelalterliche Wüstung. | D-1-7233-0537 |      |
| Egweil (Standort)                | Siedlung der Bronzezeit, Gräber der Spätbronze- und Mittellatènezeit.                                                                                 | D-1-7233-0538 |      |